# Emma Rask
Emma Lisa Maria Rask, född 17 januari 1996 i Höör, är en svensk handbollsspelare (vänstersexa).

## Klubbkarriär
Emma Rask har endast spelat för moderklubben, den svenska klubben H 65 Höör. Främsta nationella meriten är SM Guldet 2017 och ett SM-silver 2018. Internationellt var hon med 2013-2014 och tog hem Challenge Cup med H65 Höör och 2016-2017 var hon med och tog hem silvret i Challenge Cup. Hon meddelade att hon tar en paus från handbollen på obestämd tid från 2022. I september 2023 gjorde hon comeback i H65 Höör efter många skador i laget.

## Landslagskarriär
Emma Rask har stor erfarenhet från u-landskamper med 55 landskamper och 89 gjorda mål. 2013 tog hon EM-guld med U18-landslaget och var samma år var hon med i ungdoms-OS och vann en bronsmedalj.
Rask debuterade i A-landslaget mot Norge den 28 maj 2019. Hon blev uttagen i bruttotroppen av Henrik Signell före VM 2019, men var inte bland de 16 utvalda i nettotruppen. Emma Rask spelade sedan i två träningslandskamper mot Polen 2020. Inför EM 2020 blev Emma Rask uttagen i nettotruppen till EM. Hon blev uttagen som en av tre reserver som fick följa med till Japan för OS 2020 i Tokyo, men blev inte inbytt i matchtruppen.